# アルテ (漫画)
『アルテ』（イタリア語: Arte）は大久保圭による日本の漫画。大久保の初連載作品であり、コアミックス（旧ノース・スターズ・ピクチャーズ）発行の『月刊コミックゼノン』にて2013年10月25日発売の12月号より2025年4月25日発売の6月号まで本編を連載。同誌2025年8月号より番外編が掲載されている。
『月刊コミックゼノン』編集部の久永兼士の言によれば、大久保にはルネサンス期のイタリアを舞台を描きたいという熱意があり、その熱意に編集がほだされる形で連載が始まった。
2014年の「NEXTブレイク漫画RANKING」では、15位に選ばれた。2024年10月時点で単行本の累計発行部数は200万部を突破している。

## あらすじ
16世紀初頭のルネサンスの後期。レオナルド・ダ・ヴィンチ、ミケランジェロ、ラファエロなどの巨匠が15世紀に活躍したルネサンス文化の中心地、芸術の都・フィレンツェから物語は始まる。

### 第1話 - 第36話
工房への弟子入り
フィレンツェの裕福でない貴族の娘であるアルテは、幼いころから絵を描くことにのめり込んでいた。父が亡くなり、没落寸前の貴族家を存続させるために、「男に気に入られて結婚して『まともな生活』を送ること」を望む母と反発し、アルテは家を飛び出す。
画家となるべく画家工房を回るが、アルテが女であるというだけで相手にもされない。唯一、自分の絵を見てくれたレオの工房に引き取られるが、レオは貴族娘の我儘と思い、弟子にするつもりもなく「テンペラ画の地塗りを一晩で20枚作る」という無理難題な課題を命じて諦めさせようとする。
翌朝、徹夜をして課題を仕上げたアルテに、レオは画家を目指す動機を尋ねたところ、「職人になるのが目標ではなく、自分自身で生きる道筋をみつけたい」と答えた。レオは自身が物乞い出身であり、アルテと似たような動機で画家を目指した過去があったことから、アルテの弟子入りを許す。
修行生活の始まり
「女の画家見習いである」ということで周囲の反発も多かったアルテだったが、持ち前の明るさと頑張りで男女の壁を乗り越え、徒弟職人アンジェロやその親方のダニロ、針子をしているダーチャといった理解者を徐々に増やしていった。
また、レオの知人である高級娼婦ヴェロニカや、一代で財を築いた偏屈な老商人ウベルティーノにも気に入られたアルテは、新しい生活を楽しみながらも修行に励んでいた。ヴェネツィア貴族のユーリは、そんなアルテが働いていた様子を見て気に入り、アルテを「姪の家庭教師」にと雇おうとするが、修業中のアルテはこれを断る。
そんな中、レオの師匠の娘・ルザンナが身重の身体でレオに会いに来る。若くして夫が亡くなり実家を離れることになった彼女は、夫の実家から持参金を返してもらおうとしたのだが、相手にされないというのだ。それを知ったアルテはユーリと掛け合い、「ルザンナの助けとなること」を条件にユーリの申し出を受け、ヴェネツィアへと旅立つ。
家庭教師のためヴェネツィアへ
ヴェネツィアでは、これまで何人もの家庭教師が辞めていったユーリの姪カタリーナの家庭教師となる。礼儀作法も完璧で何一つ教えるようなことのないカタリーナだったが、両親の前では礼儀作法のできない娘を演じていた。
事情を知ったアルテはカタリーナとのわだかまりも解かし、カタリーナの母であるファリエル家夫人ソフィアとカタリーナの肖像画を描き上げる。スポンサーになるというユーリの申し出を断り、アルテはフィレンツェへと戻った。

### 第37話 -
ヴェネツィア大貴族の肖像画を描き、なおかつ「スポンサーの申し出を断った」という噂もあって、フィレンツェのレオの工房に戻ってきたアルテには、貴族たちから『夫人や令嬢の肖像画』の作成依頼が舞い込むようになる。貴族出身の教養ある女性ならではの視点で描かれる「繊細で柔らかな肖像画」は、おおいに顧客を満足させていた。
だが、アルテが女性であるがゆえに、「宗教画の注文が来ない」という壁にもぶち当たっていた。その一方で、アルテのさらなる成長のために、「レオ以外の親方の下で修業させるべきではないか」という話が持ち上がってくる。

## 登場人物
声の項はテレビアニメ版の声優。

### 主要人物
アルテ・スパレッティ
声 - 小松未可子
本作の主人公。明るく、負けん気が強い頑張り屋。目をきらきらさせ、夢に向かって突き進んでいく。
自身が「貴族の娘で」「女である」にもかかわらず画家を目指すことに対して、世間からの批判や奇異の目で見られることを
時にはバネとして反発し、あるいは武器にすることもできると徐々に理解していくが、その過程で何度も懊悩する。
レオに恋心を抱いている描写もあり、ヴェロニカなどは察しているが、本人には恋愛経験も無いことから自覚が無かったが、
イレーネに身上を話す内に気持ちを自認し、レオとの別れ際には涙ながらに想いを告げている。
レオ
声 - 小西克幸
物乞い出身の親方。無愛想で感情をあまり表に出さない。これまで弟子を取ったことは無く、当初はアルテを弟子に取ることにも否定的だったが、アルテの実直な姿にかつての徒弟時代の自分を重ね合わせ、彼女を弟子にすることを決断する。
本人は単に不愛想なだけなのだが、強面で不器用な性格もあり、出会ったころのアルテをはじめ周りの人からは実像以上に怯えられている。
実際は厳しいながらも、師として差別することなくアルテを指導し見守り、また街中で自分の食料を盗もうとした少年にパンを一つ分けてやるなど優しい面も持ち合わせている。
本人はアルテに対して恋愛感情の様なものよりは「大事な弟子」として師弟愛の様に接しているが、イレーネとの事件にアルテが巻き込まれた際には事情を知る為に奔走し、彼女を救い出す為に尽力した。
その後フィレンツェを去っていくアルテから告白された際には、一言だけ短く答えている。

### フィレンツェ

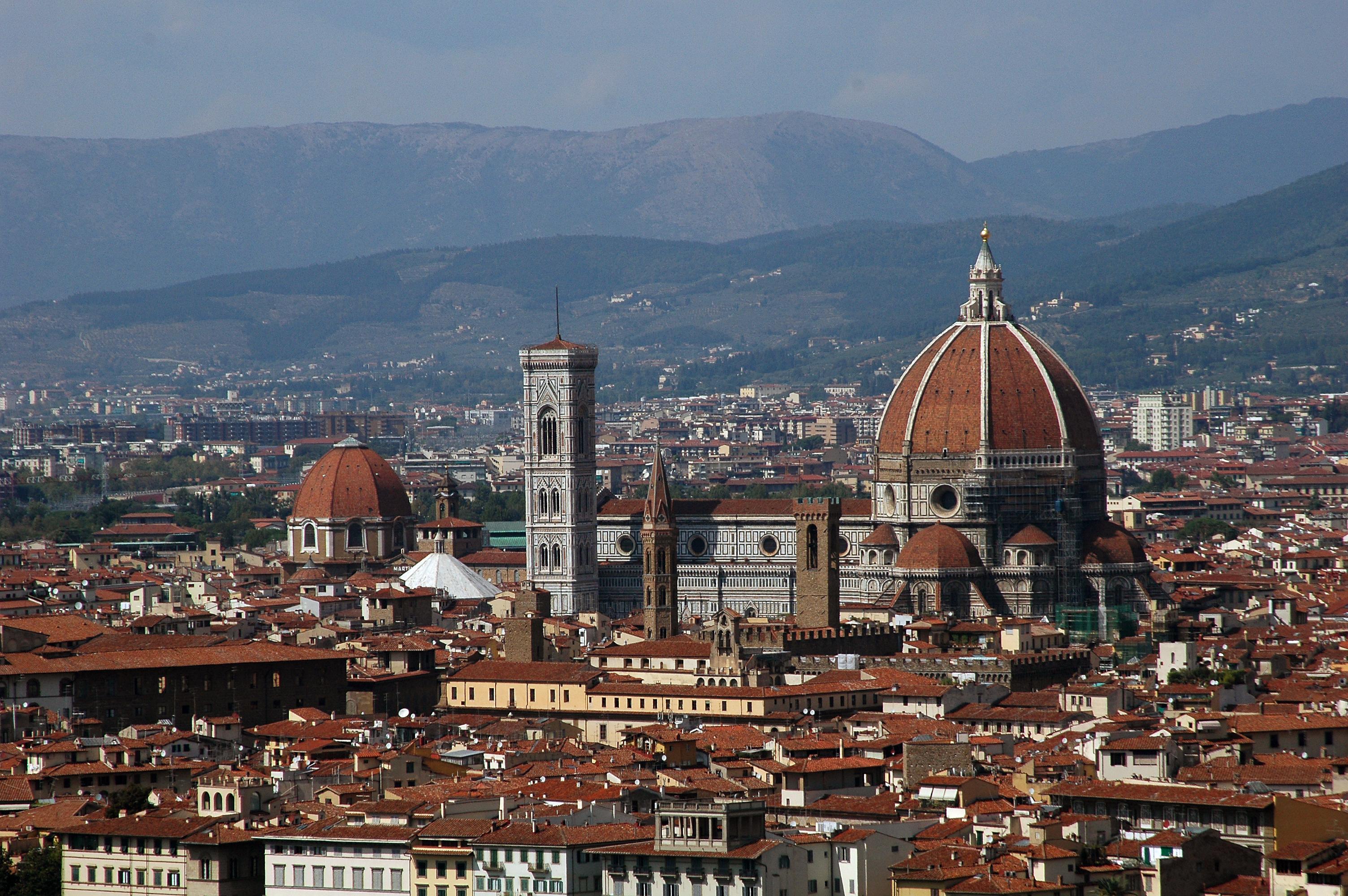
アニメの最終話で舞台のモデルとなった、サンタ・マリア・デル・フィオーレ大聖堂。

ヴェロニカ
声 - 大原さやか
レオの依頼主の1人でもある高級娼婦。非常に顔が広くて博識で聡明であるが、娼婦としての狡猾さも併せ持つ魅力的な女性として描かれている。アルテのことを気にいって友人となり、いろいろと相談に乗る。娼婦として客との会話のために幅広く蔵書を集めて読んでおり、それらの本はアルテを通じて「ダーチャの読み書きの教本」としても使われている。
収入で家族を養っている。
アンジェロ・パーカー
声 - 榎木淳弥
ダニロ工房で徒弟職人として働いている少年。姉妹の多い家庭で育ったため、無自覚に女性に親切で扱いにも慣れている。また、「女性はか弱いから、男性が手助けしなくてはならない存在」と姉妹たちから刷り込まれており、アルテにも女性ということで親切にするが、アルテからはその親切を拒否されたことで、関心を持つようになる。
ウベルティーノ
声 - 秋元羊介
一代で財を築いた、頑固者で偏屈な老商人。絵画にはまったく興味はなく、あくまで「ビジネスのための商売道具」と思っている。レオの親方と生前に交流があり、親方から遺言としてレオのことを頼まれたことから、いろいろと無理な注文をレオに依頼しては面倒を見ている。アルテから見ると、なんだかんだいってレオとはそっくり。間違っても本人には言わないが、レオを気に入っている。
前述のとおり絵画に興味はないが、レオとその師が各々描いた「金持ちとラザロ」は、自身の信条を見つめる為の物として執務室に飾ってある。
ダーチャ
声 - 安野希世乃
農家出身。結婚時の持参金を自力で稼ぐために針子として働いている娘。文字の読み書きも行えなかったが、アルテから教わり友達となる。男性に慣れておらず、女慣れしているアンジェロには赤面していた。
シルヴィオ枢機卿
アルテにイレーナの肖像画を描く仕事を依頼する。

### ヴェネツィア

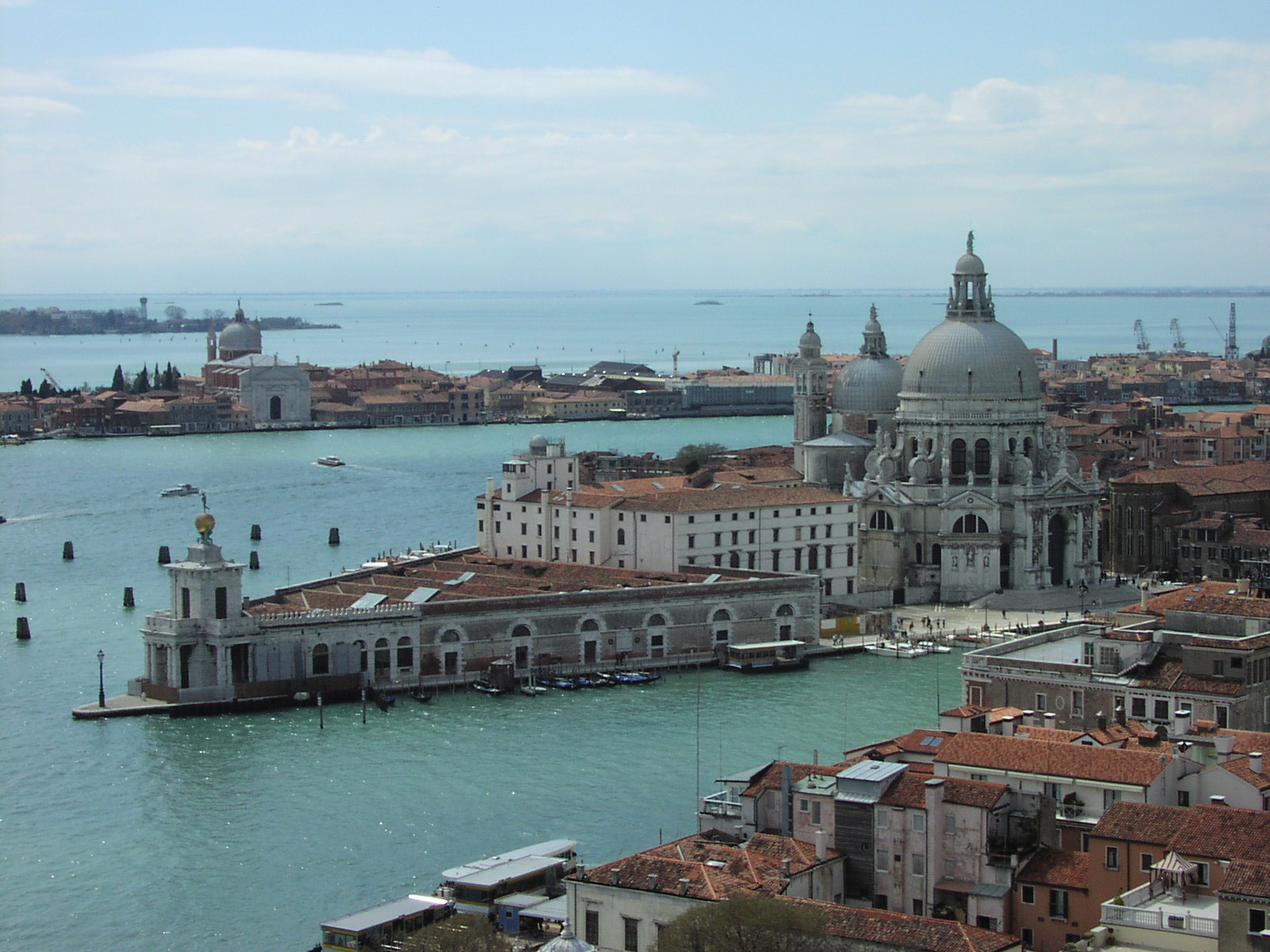
サンタ・マリア・デッラ・サルーテ聖堂

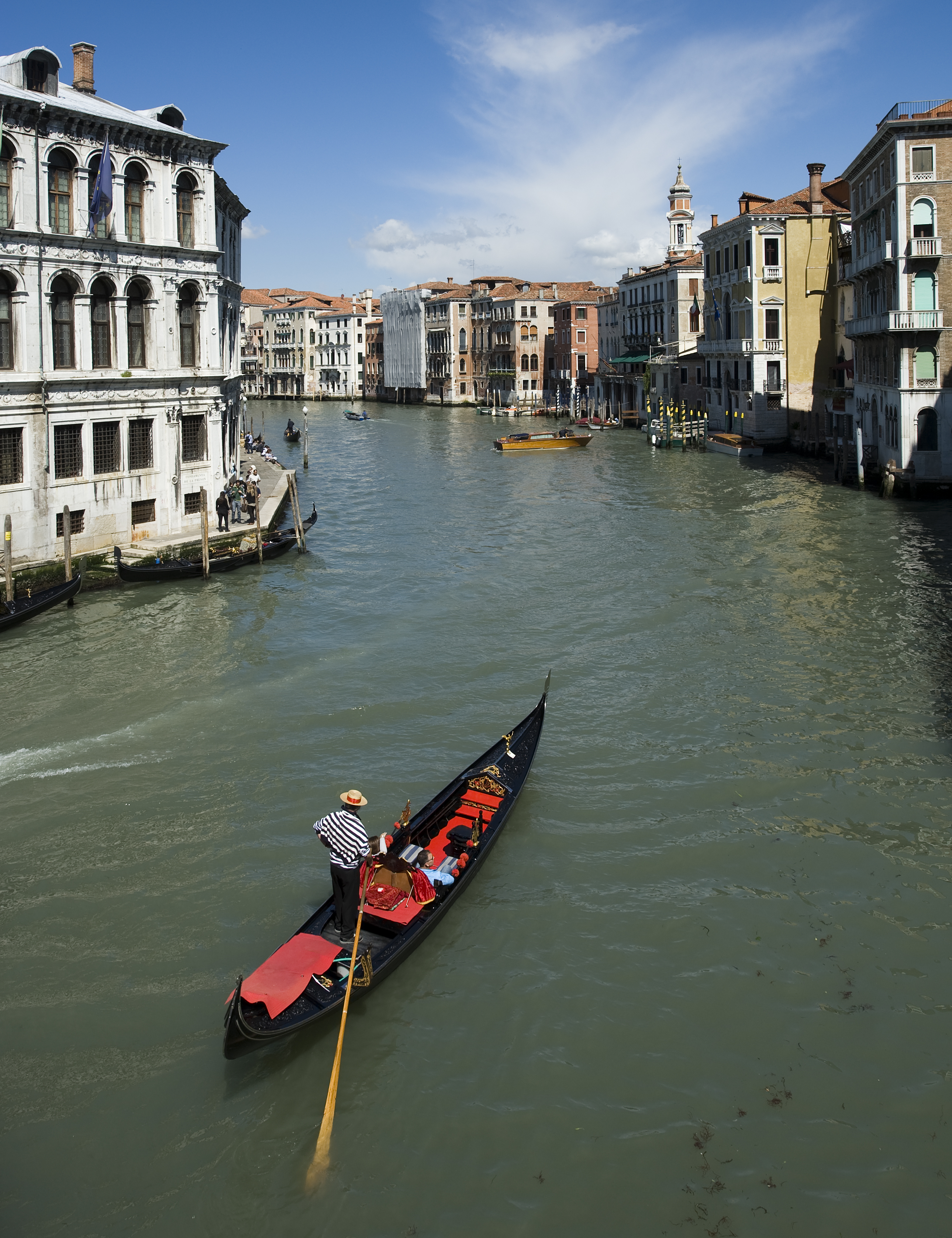
ヴェネツィアのカナル・グランデを走行するゴンドラ

ユーリ
声 - 鳥海浩輔
ヴェネツィアの名門貴族ファリエル家当主の弟。フィレンツェに来た際にアルテを見て気に入り、「面白そう」という理由で姪のカタリーナの家庭教師兼義姉の肖像画を描く画家としてアルテを雇う。
フェリエル家の当主の兄とは腹違いの兄弟であり、黒髪の兄とは違ってユーリは金髪である。商才のない兄に代わって実質的にフェリエル家を取り仕切っている。カタリーナの母ソフィア（声 - 田中理恵）とは男女の仲である。姪であるカタリーナのことを、なにより大事に思っている。
カタリーナ
声 - M・A・O
名門貴族ファリエル家の長女。男児を望んだ父の思惑もあり、長らく父母の元を離れ、6歳になるまで乳母と暮らしていた。その後、長男が誕生したと同時に、乳母が病による急死したため、実家に引き戻される。
父母や屋敷の使用人たちにも秘密で、ユーリとユーリの屋敷の使用人だけは知っているが、料理を作るのが好き。母譲りの美形であるが、父は黒髪・母は茶系の金髪である一方で、カタリーナはなぜか金髪である。
マテイ
声 - 梯篤司
アルテの理解者だが失言と捉えられかねない発言をしてしまう。

### カスティーリャ
イレーネ
シルヴィオ枢機卿の客人として、アルテの生家だった館に滞在中。シルヴィオ枢機卿は、イレーネが滞在中の情報を探ることを目的として、アルテにイレーネの肖像画を描くよう依頼した。
正体はカスティーリャ女王フアナの娘、カタリーナ王女である。

## 書誌情報
- 大久保圭『アルテ』 コアミックス〈ゼノンコミックス〉、全21巻
  1. 2014年4月19日発売[11]、ISBN 978-4-19-980203-4
  2. 2014年11月20日発売[12]、ISBN 978-4-19-980242-3
  3. 2015年6月20日発売[13]、ISBN 978-4-19-980275-1
  4. 2015年11月20日発売[14]、ISBN 978-4-19-980309-3
  5. 2016年6月20日発売[15]、ISBN 978-4-19-980348-2
  6. 2017年1月20日発売[16]、ISBN 978-4-19-980391-8
  7. 2017年7月20日発売[17]、ISBN 978-4-19-980431-1
  8. 2018年1月20日発売[18]、ISBN 978-4-19-980473-1
  9. 2018年7月20日発売[19]、ISBN 978-4-19-980504-2
  10. 2019年1月19日発売[20]、ISBN 978-4-19-980544-8
  11. 2019年7月20日発売[21]、ISBN 978-4-19-980582-0
  12. 2020年1月20日発売[22]、ISBN 978-4-19-980611-7
  13. 2020年4月20日発売、ISBN 978-4-86720-015-5
  14. 2021年1月20日発売、ISBN 978-4-86720-015-5
  15. 2021年8月20日発売、ISBN 978-4-86720-256-2
  16. 2022年3月19日発売、ISBN 978-4-86720-315-6
  17. 2022年11月18日発売、ISBN 978-4-86720-441-2
  18. 2023年8月19日発売、ISBN 978-4-86720-533-4
  19. 2024年4月19日発売、ISBN 978-4-86720-636-2
  20. 2024年10月19日発売、ISBN 978-4-86720-697-3
  21. 2025年8月19日発売、ISBN 978-4-86720-795-6

## テレビアニメ
2020年4月から6月までTOKYO MXほかにて放送された。
アニメーション制作はSeven Arcsが行い、同社のグループ再編後最初の作品である。
コミックス8巻までのストーリーを元に制作され、おおむね原作どおりの展開で描かれている。最終回については、レオが病気で倒れたために、レオが請けていた「教会の天井画」をアルテが代行することになり、画家の弟子たちと共に描ききるというアニメオリジナルの展開となった。

### スタッフ
- 原作 - 大久保圭[8]
- 監督 - 浜名孝行[8]
- シリーズ構成・脚本 - 吉田玲子[8]
- 時代考証・脚本 - 鈴木貴昭[8]
- キャラクターデザイン・総作画監督 - 宮川智恵子[8]
- サブキャラクターデザイン - 宮地聡子[8]
- プロップデザイン - 岡戸智凱、岩畑剛一[8]
- 美術設定 - 吉原一輔[8]
- 美術監督 - Scott MacDonald[8]
- レイアウト監修 - 益田賢治[8]
- 色彩設計 - 舘絵美子[8]
- 撮影監督 - 能代拓也[8]
- 編集 - 関一彦[8]
- 音響監督 - えびなやすのり[8]
- 音楽 - 伊藤ゴロー[8]
- 音楽制作 - フライングドッグ[8]
- 音楽プロデューサー - 福田正夫、柴田滋
- プロデューサー - 藤井貴大、塩入聡太、楊國祥、稲本幸子、伊藤将生、小田元浩、宮城惣次、吉川敦史、中野則俊、金子広孝、大森慎司、永野雅彦
- アニメーションプロデューサー - 畑中悠介
- アニメーション制作 - Seven Arcs[8]
- 後援 - イタリア大使館[24]
- 製作 - アルテ製作委員会

### 主題歌
「クローバー」
坂本真綾によるオープニングテーマ。作詞は坂本、作曲は水口浩次、編曲は河野伸。
「晴れ模様」
安野希世乃によるエンディングテーマ。作詞は西直紀と山本玲史、作曲は山本玲史、編曲はh-wonder。

### 各話リスト
| 話数 | サブタイトル           | 脚本     | 絵コンテ          | 演出     | 作画監督                                    | 初放送日      |
| ---- | ---------------------- | -------- | ----------------- | -------- | ------------------------------------------- | ------------- |
| #01  | 弟子入り志願           | 吉田玲子 | 浜名孝行          | 齋藤昭裕 | 矢島陽介 西田美弥子 細田沙織                | 2020年 4月4日 |
| #02  | 新生活                 | 吉田玲子 | 蔡欣亞            | 蔡欣亞   | 矢島陽介 藤田正幸 橋本貴吉                  | 4月11日       |
| #03  | 初仕事                 | 吉田玲子 | ススキダトシオ    | 菅野幸子 | 宮地聡子 藤田正幸 橋本貴吉                  | 4月18日       |
| #04  | コルティジャーナ       | 吉田玲子 | 岩畑剛一          | 七星京   | 石井ゆみこ 矢島陽介 細田沙織                | 4月25日       |
| #05  | 腐れ縁                 | 鈴木貴昭 | 岩崎知子          | 安部元宏 | 橋本貴吉 藤田正幸 石井ゆみこ J-cube         | 5月2日        |
| #06  | 同業組合               | 鈴木貴昭 | 齋藤昭裕 浜名孝行 | 山崎茂   | 矢島陽介 細田沙織 石井ゆみこ 宮地聡子       | 5月9日        |
| #07  | ヴェネツィアの貴族     | 鈴木貴昭 | 石井ゆみこ        | 須藤典彦 | 橋本貴吉 藤田正幸                           | 5月16日       |
| #08  | 新天地                 | 吉田玲子 | 岩畑剛一          | 蔡欣亞   | 飯嶋友里恵 矢島陽介 藤田正幸                | 5月23日       |
| #09  | 悪童                   | 吉田玲子 | 岩崎知子          | 菅野幸子 | 石井ゆみこ 飯嶋友里恵 橋本貴吉 井戸田あかね | 5月30日       |
| #10  | カタリーナの晩餐       | 鈴木貴昭 | 粟井重紀          | 粟井重紀 | 細田沙織 藤田正幸 矢島陽介 井戸田あかね     | 6月6日        |
| #11  | ファリエル家の肖像画家 | 吉田玲子 | ススキダトシオ    | 安藤貴史 | 石井ゆみこ 飯嶋友里恵 J-cube                | 6月13日       |
| #12  | 弟子                   | 吉田玲子 | 岩崎知子 浜名孝行 | 山崎茂   | 細田沙織 藤田正幸 矢島陽介                  | 6月20日       |

### 放送局
| 放送期間                | 放送時間                     | 放送局      | 対象地域   | 備考                                        |
| ----------------------- | ---------------------------- | ----------- | ---------- | ------------------------------------------- |
| 2020年4月4日 - 6月20日  | 土曜 22:00 - 22:30           | TOKYO MX    | 東京都     | 製作参加                                    |
| 2020年4月7日 - 6月23日  | 火曜 0:30 - 1:00（月曜深夜） | BSフジ      | 日本全域   | 製作参加 / BS/BS4K放送 / 『アニメギルド』枠 |
|                         | 火曜 2:59 - 3:29（月曜深夜） | 読売テレビ  | 近畿広域圏 | 『MANPA』第3部                              |
| 2020年4月10日 - 6月26日 | 金曜 22:30 - 23:00           | AT-X        | 日本全域   | CS放送 / リピート放送あり                   |
| 2020年4月15日 - 7月1日  | 水曜 2:00 - 2:30（火曜深夜） | J:COMテレビ | 日本国内   | CATV / 『アニおび』枠                       |

インターネットではFODにて地上波最速放送と同時に配信。

### BD / DVD
| 巻  | 発売日        | 収録話         | 規格品番  | 規格品番  |
| 巻  | 発売日        | 収録話         | BD        | DVD       |
| --- | ------------- | -------------- | --------- | --------- |
| 1   | 2020年6月10日 | 第1話 - 第4話  | BSZD-8251 |           |
| 2   | 2020年7月8日  | 第5話 - 第8話  | BSZD-8252 |           |
| 3   | 2020年8月5日  | 第9話 - 第12話 | BSZD-8253 |           |
| BOX | 2020年8月5日  | 第1話 - 第12話 |           | DSZD-8255 |

### コラボ企画
- アニメ放送記念企画として、コーエーテクモのブラウザゲーム、『大航海時代V』とのコラボ企画が組まれ、アルテら主要人物が航海士としてゲームに登場した[29]。
- 同じ時期に放送された『乙女ゲームの破滅フラグしかない悪役令嬢に転生してしまった…』とコラボした4コマ漫画が両作品のTwitterで数回公開された[30]。